# 松原剛志
松原 剛志（1979年1月2日—），是一名出身於日本東京都的男性歌手及演員。以前他是圓谷製作公司旗下的團體Project DMM創始成員，現在他是日本古倫美亞属下的Project.R成員之一。到了2011年，他所演唱的是第35部超級戰隊系列特攝作品「海賊戰隊豪快者」主題曲等作品至今仍有不錯的人氣。在16歲之時，松原開始對動畫音樂事業產生興趣。在超人力霸王系列聲樂合奏Project DMM出道之前一直被水木一郎教授。

## 主要歌曲
- ビーダー・フォーエバー（2006年 爆球Hit! 轟烈彈珠人動畫主題曲）
- 参上!ぴゅるっとあさたろう（2009年 洋葱和尚朝太郎動畫主題曲）
- 六人の侍（2009年 侍戰隊真劍者特攝插曲）
- 海賊戦隊ゴーカイジャー（2011年 海賊戰隊豪快者特攝主題曲）
- キュータマダンシング！（2017年 宇宙戰隊九連者特攝片尾曲）